# Регионы Уганды
В Республике Уганда 4 области (региона): Центральная, Западная, Восточная и Северная. Области, в свою очередь поделены на округа, которые поделены на уезды. На картинках разными цветами показаны области Республики Уганда, которые чёрными линиями поделены на округа. В 2002 году во всех 4 областях насчитывалось 56 округов, а на 2010 год в Республике Уганда 111 округов и 1 столичный округ — город Кампала.

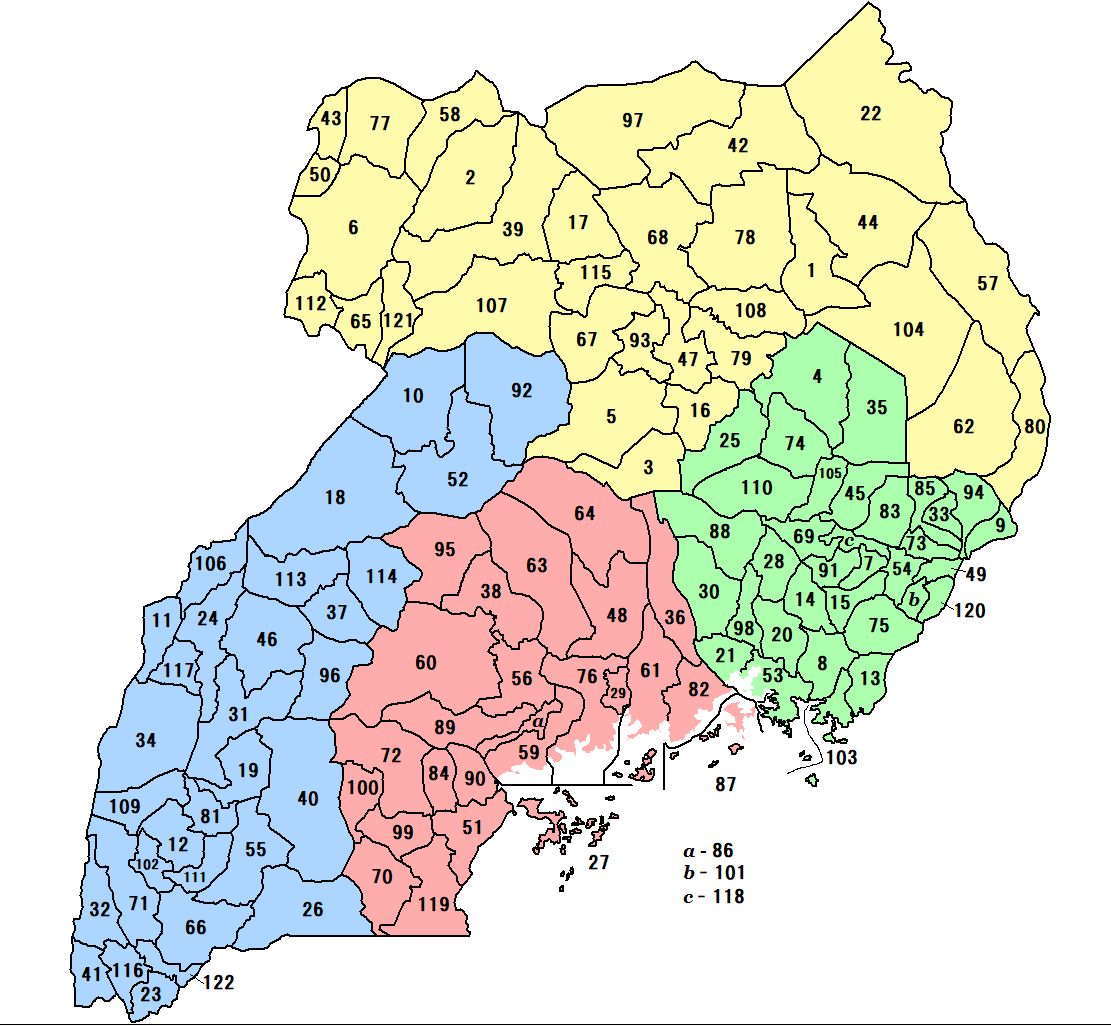
Области и округа Республики Уганда (по состоянию на 2017 год). Розовым цветом показана Центральная область, Синим цветом — Западная область, Зелёным цветом — Восточная область, Жёлтым цветом — Северная область.

Правительство Республики Уганда взаимодействует с округами напрямую, а не через области, поэтому области не имеют значения в управлении округами.

## История
До 1962 года Республика Уганда была протекторатом Соединённого Королевства Великобритании и Северной Ирландии. В то время области назывались провинциями, а во главе каждой из них был провинциальный комиссар. Буганда, которая сейчас считается традиционным королевством Республики Уганда и занимает территорию Центральной области, тогда считалась полуавтономным государством и возглавлялось кабакой (королём). Во главе Буганды вместо провинциального комиссара стоял резидент.

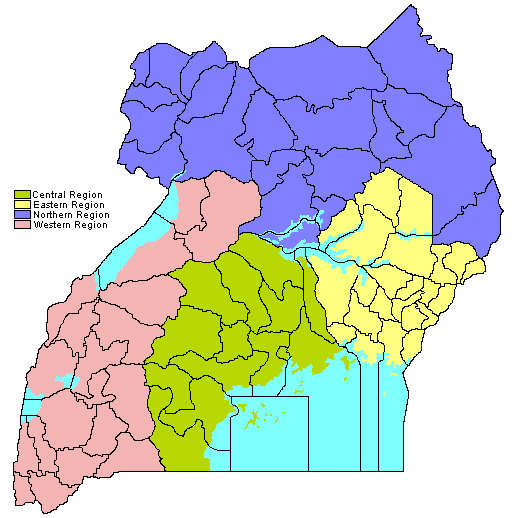
Области и округа Республики Уганда (по состоянию на 2006 год). Зелёным цветом показана Центральная область, Розовым цветом — Западная область, Жёлтым цветом — Восточная область, Синим цветом — Северная область.

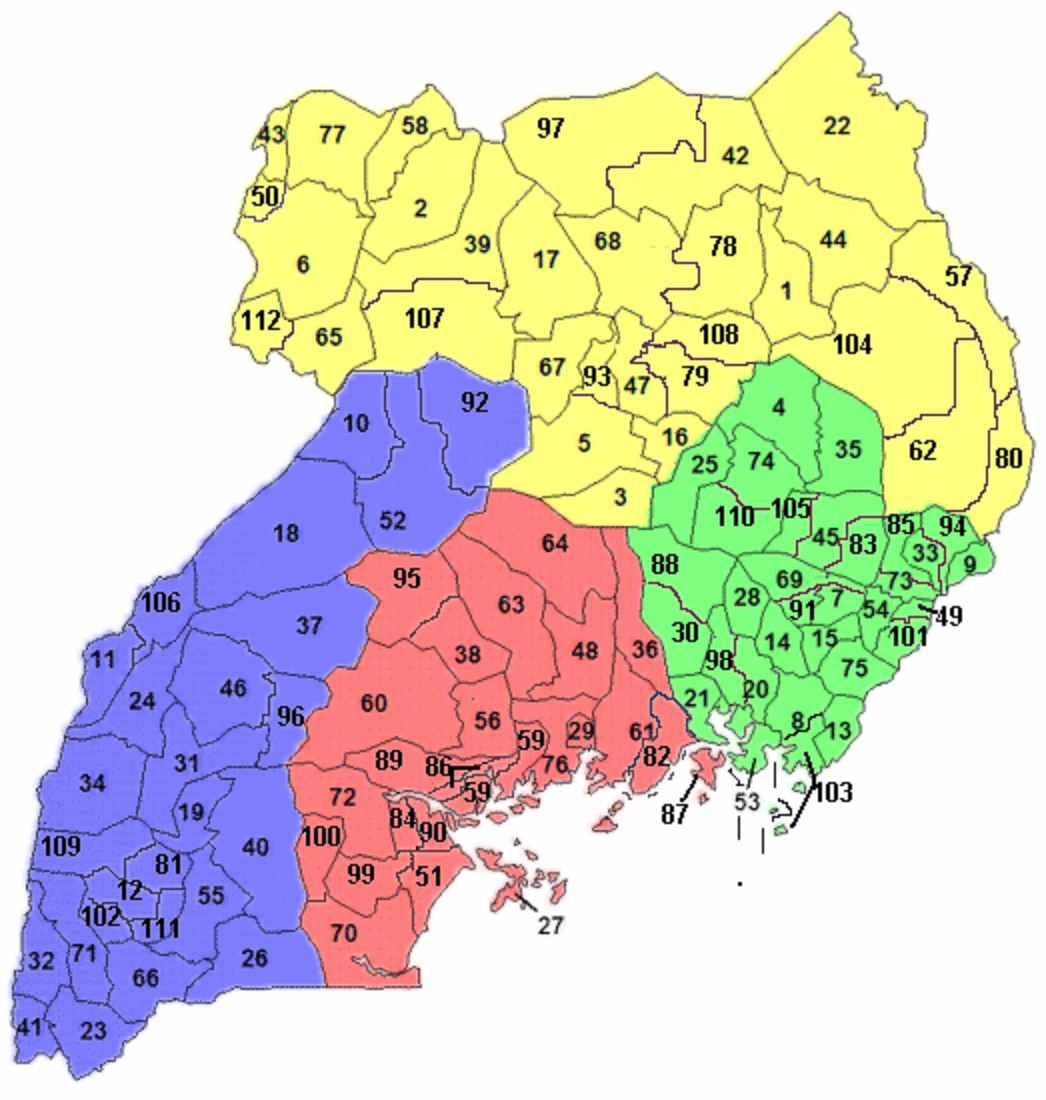
Области и округа Республики Уганда (по состоянию на 2010 год). Красным цветом показана Центральная область, Синим цветом — Западная область, Зелёным цветом — Восточная область, Жёлтым цветом — Северная область.

## Население и площадь
| Область     | Численность населения (по данным переписей населения) (чел.) | Численность населения (по данным переписей населения) (чел.) | Численность населения (по данным переписей населения) (чел.) | Численность населения (по данным переписей населения) (чел.) | Площадь (км²) | Плотность населения (чел./км²) | Плотность населения (чел./км²) | Плотность населения (чел./км²) | Плотность населения (чел./км²) |
| Область     | 1991 год                                                     | 2002 год                                                     | 2014 год                                                     | 2020 год                                                     | Площадь (км²) | 1991 год                       | 2002 год                       | 2014 год                       | 2020 год                       |
| ----------- | ------------------------------------------------------------ | ------------------------------------------------------------ | ------------------------------------------------------------ | ------------------------------------------------------------ | ------------- | ------------------------------ | ------------------------------ | ------------------------------ | ------------------------------ |
| Центральная | 4 843 594                                                    | 6 575 425                                                    | 9 529 227                                                    | 11 562 900                                                   | 61 403,2      | 79                             | 107                            | 155                            | 188                            |
| Западная    | 4 547 687                                                    | 6 298 075                                                    | 8 874 862                                                    | 10 577 900                                                   | 55 276,6      | 82                             | 114                            | 161                            | 191                            |
| Восточная   | 4 128 469                                                    | 6 204 915                                                    | 9 042 422                                                    | 10 836 500                                                   | 39 478,8      | 105                            | 157                            | 229                            | 274                            |
| Северная    | 3 151 955                                                    | 5 148 882                                                    | 7 188 139                                                    | 8 606 300                                                    | 85 391,7      | 37                             | 60                             | 84                             | 101                            |

## Рекорды среди областей
- Область с самой большой численностью населения: Центральная[5] (11 562 900 чел.[5]).
- Область с самой большой площадью: Северная (85 391,7 км²).
- Область с самой высокой плотностью населения: Восточная (274 чел./км²).